# 楊懿珊
楊懿珊（1979年4月8日—），臺灣新北市人，民主進步黨黨員，現任駐美国公使銜副代表，曾任民進黨副秘書長、代理秘書長、新聞輿情部主任、光合基金會執行長、臺中市政府文化局主任秘書、文化部專門委員。

## 個人背景
楊懿珊出生於新北市板橋區，新埔國中畢業後就離開台灣，前往澳洲及英國留學，分別取得澳洲國立大學學士學位、皇家哈洛威學院碩士學位。回台後曾與時任總統陳水扁見面，討論媒體規範、監督等新聞自由議題。

## 從政

### 幕僚
2002年於民主進步黨青年部實習，而後任職於該黨的國際事務部。2012至2015年，出任立法委員鄭麗君國會辦公室副主任，2016年進入文化部擔任專門委員，期間對婚姻平權立法多所著力。2017年9月，出任臺中市政府文化局主任秘書，於臺中市市長林佳龍競選連任失利後，與其一同辭職。
2019年11月，民進黨公布不分區立委提名名單，楊懿珊被排入第34名，後因楊聰榮個人因素退出不分區，楊懿珊名次被前移至第33名。選舉結果政黨得票數481萬1,241票、得票率33.98%，分配到13席不分區席次，楊懿珊未能當選該屆立法委員。
2023年1月18日，出任民進黨副秘書長。

### 駐美公使
2024年7月時就出現楊懿珊內定出任駐美副代表之報導，黨內人士稱其雖非出身外交，但對國際事務熟稔；8月，總統賴清德發布命令，指派楊懿珊任駐美公使，10月上任。

## 選舉紀錄
| 年度 | 選舉屆數           | 選舉區                                 | 所屬政黨   | 得票數    | 得票率 | 當選標記 | 備註 |
| ---- | ------------------ | -------------------------------------- | ---------- | --------- | ------ | -------- | ---- |
| 2020 | 第十屆立法委員選舉 | 全國不分區及僑居國外國民立法委員選舉區 | 民主進步黨 | 4,811,241 | 33.98% |          |      |